# Rayito/Olita
«Rayito/Olita» es una canción del álbum Ocho del artista chileno Pedropiedra. Fue elegida cuarto sencillo promocional del disco.

## Producción
El tema fue escrito por Pedropiedra, para su cuarto disco, ´´La canción me la imaginaba después del apocalipsis´´.
Contó con la participación especial de músico argentino Fernando Samalea, el cual toca el bandoneón de la pista. El tema fue lanzado como el track 4 del disco Ocho, y como sencillo promocional del álbum el 16 de diciembre de 2016.

## Videoclip
Contó con la dirección de Álvaro Díaz, bajo la productora Aplaplac, y con las animaciones de Gabriel Garvo. Se filmó en el Teatro Cariola, donde aparece Pedro vestido de guardia, recorriendo la zona junto a dibujos y pequeñas animaciones de Garvo, con quien el artista ya había trabajado en vivo y en diseños de sus trabajos.

## Versiones
El tema fue versionado en estilo cumbia por el mismo artista, en su EP Bomba Nuclear, lanzado en 2017.

## Créditos

### Canción
- Pedro Subercaseaux: Voz, Batería, Bajo, Guitarra eléctrica, Teclados, Percusión, Programación.
- Fernando Samalea: Bandoneón.
- Gabriel Garvo: Diseño carátula.

### Videoclip
- Álvaro Díaz: Dirección.
- Gabriel Garvo: Animaciones.
- Francisco Schultz: Cámara.
- Joaquín Fernández: Posproducción.
- Francisca Lacalle: Vestuario.

Producción de Aplaplac